# Ndumiso Mamba
Ndumiso C. Mamba – suazyjski polityk, minister sprawiedliwości i spraw konstytucyjnych w latach 2008-2010.
Był przyjacielem króla Mswatiego III. Z jego nominacji wchodził w skład Senatu. Tekę ministra sprawiedliwości objął w październiku 2008. 6 sierpnia 2010 zrezygnował ze stanowiska po tym, jak w Royal Villas Hotel niedaleko Mbabane przyłapano go w łóżku z Nothando Dube, dwunastą żoną monarchy. Początkowo trafił do aresztu domowego, następnie zaś prawdopodobnie do centralnego więzienia w Big Bend.